# Retapamulina
La retapamulina,  se vende bajo la marca Altabax,  y es un antibiótico que se aplica a la piel para combatir el impétigo, una infección bacteriana de la piel ; no es útil contra MRSA . 
Los efectos secundarios de este medicamento  incluyen irritación en el lugar donde se usa;  otros efectos secundarios pueden incluir reacciones alérgicas como angioedema .  Generalmente la retapamulina actúa deteniendo el crecimiento bacteriano mediante la inhibición del ribosoma bacteriano. 
Este medicamento fue aprobado para uso médico en los Estados Unidos y Europa en el 2007.  Sin embargo, fue retirado del mercado en 2019 en Europa.  En los Estados Unidos, 15 gramos de crema al 1% cuestan alrededor de 325 dólares estadounidenses en 2021. 